# Salvatore Adamo

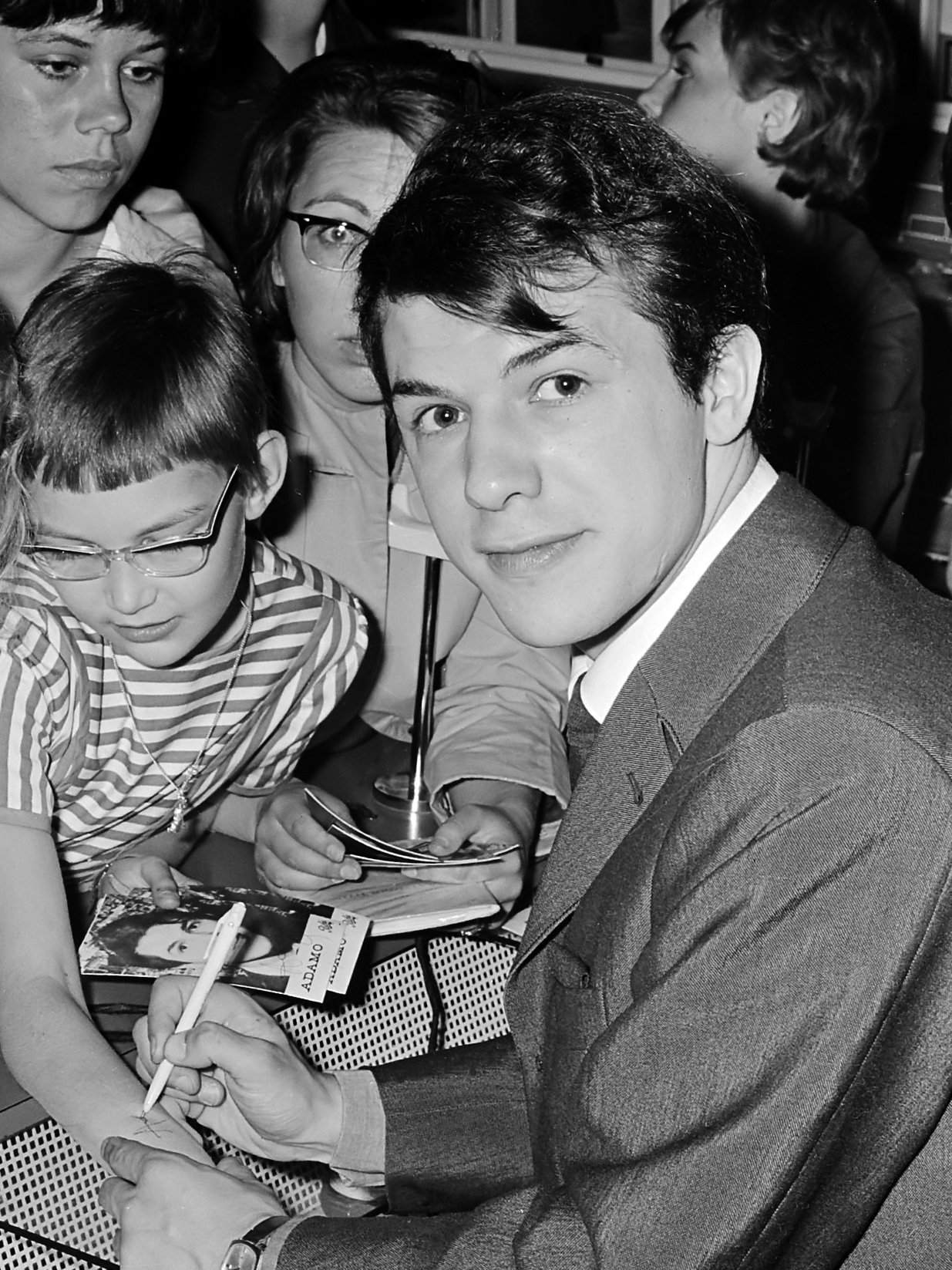
Salvatore Adamo (1964)

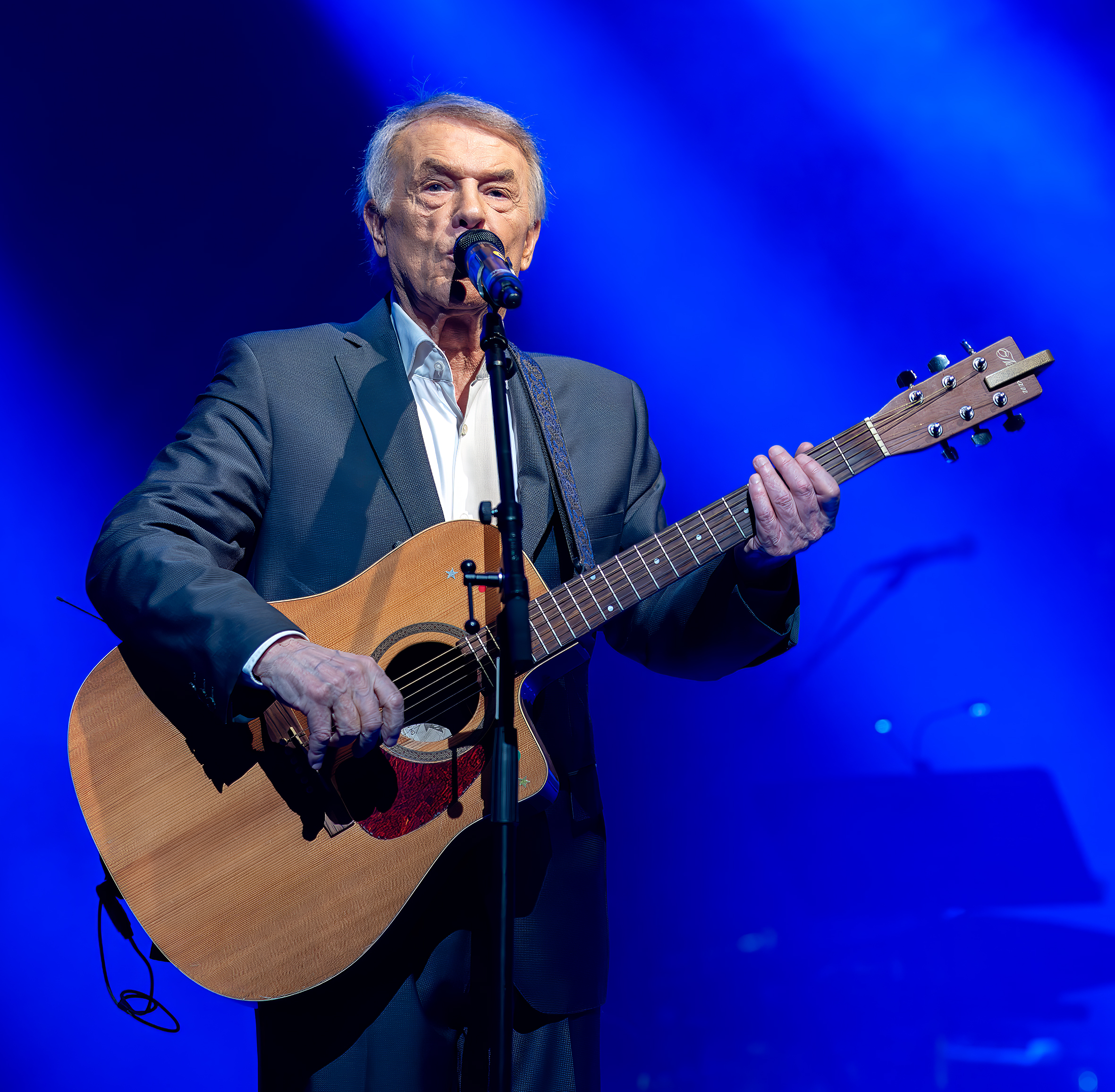
Adamo in 2024

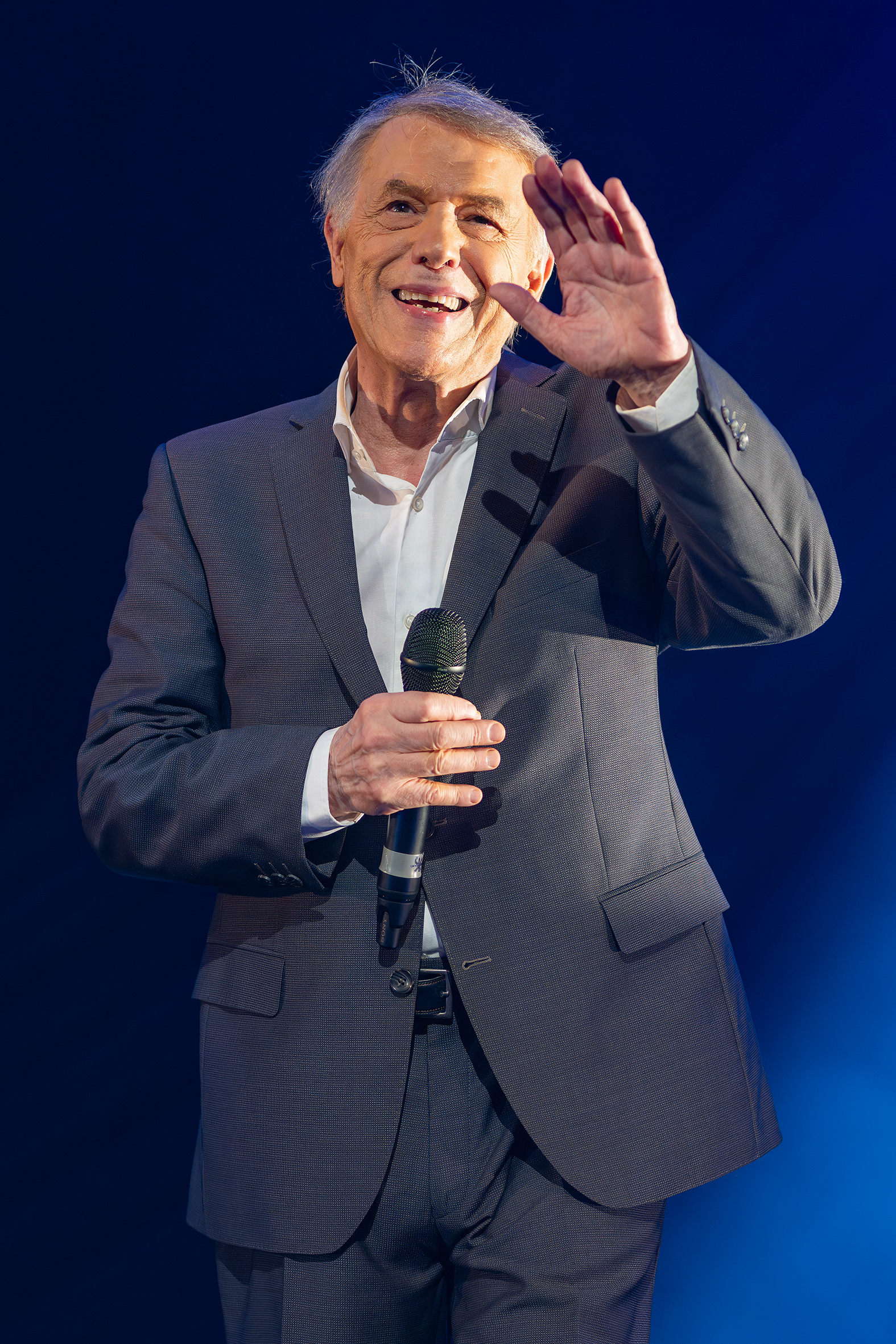
Adamo in 2024

Salvatore ridder Adamo (Comiso (Sicilië), 1 november 1943), artiestennaam Adamo, is een Belgische zanger van Italiaans-Siciliaanse afkomst. Hij zingt de door hemzelf geschreven chansons voornamelijk in het Frans, maar ook in zijn moedertaal Italiaans, en in het Nederlands, Engels, Turks, Spaans, Portugees, Japans en Duits.
In 1964 was hij de bestverkopende artiest ter wereld op The Beatles na. In zijn carrière verkocht hij wereldwijd meer dan 100 miljoen albums en singles en is daarmee de bestverkopende Belgische artiest aller tijden.

## Biografie
In 1947, toen Salvatore drie jaar oud was, verhuisde hij met zijn familie naar het Belgische Ghlin bij Bergen, waar zijn vader in de mijnen ging werken. Hij groeide op in het nabijgelegen Jemappes (Bergen). Daar werden ook zijn zusjes en broer geboren. Gedurende zijn schooljaren zong hij in het kerkkoor en leerde hij gitaar spelen. In 1960 deed hij voor het eerst mee aan een wedstrijd en won met het liedje Si j'osais. De eerste radio-uitzending volgde op 14 februari van dat jaar. In 1961 bracht hij zijn eerste plaat uit, nadat hij in Saint-Quentin (Parijs) een wedstrijd had gewonnen. In 1963 brak hij door met Sans toi, ma mie. Op 1 november van dat jaar was hij de hoofdact in de Ancienne Belgique in Brussel. In maart 1964 trad hij met zijn hele familie op bij Willem Duys in het programma Voor de vuist weg met Vous permettez, monsieur?, waarbij de veel jongere zusjes en broer het refrein luidkeels meezongen. Dat leverde hem zijn eerste Nederlandse nummer 1-hit op. Hij stond 11 weken op de eerste plaats in de Tijd voor Teenagers Top 10. Tevens was het de grootste hit van het jaar 1964 in Nederland, met 200.000 verkochte exemplaren. Dat jaar volgden optredens in Frankrijk, Duitsland, Turkije, Libanon en Canada. Tot 1966 droeg een vierde deel van alle platen die in Frankrijk verkocht werden, zijn naam.
In 1982, 2004 en 2012 was hij aanwezig op het Internationaal songfestival van Viña del Mar in Chili.

## Onderscheidingen

### Decoraties
- Commandeur in de Orde van Kunsten en Letteren (Frankrijk): 1987[5]
- Ridder in de Kroonorde (België): 1991
- Officier in de Kroonorde (België): 2002[6]
- Officier in het Legioen van Eer (Frankrijk): 2005
- Commandeur in de Orde van de Ster (Italië): 2015
- Commandeur in de Waalse Orde van Verdienste (België): 2015[7]
- Orde van de Rijzende Zon (Japan): 2016

### Eerbewijzen
- 1966 Ereburger van Jemappes (België)
- Ville de Jemappes Zilveren medaille: 1973[8]
- Ereburgerschap van Bergen (België): 2002
- Ereburgerschap van Montreal (Canada): 2002
- Ereburgerschap van Comiso (Italië): 2002[9]
- Ereburgerschap van Parijs (Frankrijk): 2005[9]
- Ereburgerschap van Ukkel (België): 2010[10]
- Doctorat honoris causa van de Universiteit of Bergen: 2014[11]

### Prijzen
- Edison award (Nederland): 1964 (album Vous Permettez Monsieur?)
- Miden trofee (Frankrijk): 1965, 1966, 1967
- Vlaamse ZAMU Award voor de meest opmerkelijke carrière: 2002
- Bronzen Zinneke award: 2003[12]
- Grand Prix international de poésie francophone by Société des poètes et artistes de France: 2010
- Victoires de la musique Lifetime achievement award (Frankrijk): 2014
- Octaves de la musique Lifetime achievement award (België): 2014[13]
- Radio2 Hall of Fame: 2014[14]
- 6 februari 2014 opname in de Radio 2 Eregalerij voor een leven vol muziek
- Grands prix SACEM (Frankrijk): 2017
- D6bels Music Awards Prix d'Honneur (België): 2018
- Premio Tenco (Italië): 2018
- Vagonate di vinile award van de Associazione Vinile Italiana: 2018
- SABAM Lifetime achievement award (België): 2023[15]
- MIA lifetime achievement award: 2025[16]

## Huwelijk, gezin en familie
Salvatores vader verdronk in 1966 bij een poging een zusje van Salvatore te redden. Dat was niet nodig geweest, het meisje was niet in nood. De 22-jarige Salvatore moest daarna de zorg voor zijn zusjes en broer op zich nemen. In nagedachtenis van zijn vader, bleef Salvatore Adamo zijn Italiaanse nationaliteit aanhouden, aangezien een dubbele nationaliteit lang niet kon in België. In april 2022 kreeg hij de Belgische nationaliteit.
Op 28 februari 1969 is Adamo getrouwd. Hij heeft twee zonen (1969 en 1981) en een dochter (1980). Hij heeft twee kleindochters.

## Trivia
- In Dolce Paola bezong hij Paola, de latere koningin van België. Hij ontving later een verzoek van prins Filip om voor zijn vrouw Mathilde, de hertogin van Brabant, ook een lied te componeren.
- Sinds 1994 is er een Nederlandse tulp met de naam Adamo.
- Wereldwijd bestaan er meer dan vijfhonderd verschillende versies van zijn chanson Tombe la neige.
- Hij eindigde in 2005 op nr. 120 tijdens de Vlaamse versie van De Grootste Belg en op nr. 34 in de Waalse versie.
- Vous permettez, monsieur? stond op nr. 1 van de jaarlijst van 1964.
- De muziek van C'est ma vie werd in 1982 door André Hazes gebruikt voor  't Laatste rondje.
- In de gemeente Sin-le-Noble in Frankrijk is een Rue Salvatore Adamo.
- Sinds 1993 is hij ambassadeur van UNICEF.

## Discografie

### Singles
| Single met eventuele hitnotering(en) in de Nederlandse Top 40 | Datum van verschijnen | Datum van binnenkomst | Hoogste positie | Aantal weken | Opmerkingen                |
| ------------------------------------------------------------- | --------------------- | --------------------- | --------------- | ------------ | -------------------------- |
| Sans toi ma mie / Amour perdu                                 |                       | augustus 1963         | 10              | 6 mnd        |                            |
| Crier ton nom                                                 |                       | november 1963         | 19              | 1 mnd        |                            |
| N'est ce pas merveilleux?                                     |                       | december 1963         | 25              | 1 mnd        |                            |
| Vous permettez, monsieur?                                     |                       | 15 februari 1964      | 1               | 23           | Tijd voor Teenagers Top 10 |
| Tombe la neige                                                |                       | 2 mei 1964            | 10              | 14           |                            |
| Quand les roses                                               |                       | 30 mei 1964           | 2               | 19           |                            |
| Dolce Paola                                                   | 1964                  | 14 november 1964      | 5               | 10           |                            |
| Les filles du bord de mer                                     |                       | 16 januari 1965       | 5               | 15           |                            |
| She was an angel / Another love                               |                       | 27 februari 1965      | 31              | 5            |                            |
| La nuit                                                       |                       | 3 april 1965          | 18              | 9            |                            |
| Elle                                                          |                       | 22 mei 1965           | 31              | 6            |                            |
| Inch'Allah                                                    |                       | 18 maart 1967         | 35              | 3            |                            |
| Le néon                                                       |                       | 7 oktober 1967        | tip             |              |                            |
| Petit bonheur                                                 |                       | 22 november 1969      | tip             |              |                            |
| Crazy lue                                                     |                       | 7 april 1973          | tip             |              |                            |
| C'est ma vie                                                  |                       | 27 maart 1976         | tip             |              |                            |

| Single met hitnotering(en) in de Vlaamse Ultratop 50 | Datum van verschijnen | Datum van binnenkomst | Hoogste positie | Aantal weken | Opmerkingen |
| ---------------------------------------------------- | --------------------- | --------------------- | --------------- | ------------ | ----------- |
| Sans toi ma mie                                      | 1963                  | 1 februari 1963       | 1 (2wk)         | 32           |             |
| Amour perdu                                          | 1963                  | 1 mei 1963            | 10              | 12           |             |
| N'est-ce pas merveilleux?                            | 1963                  | 1 augustus 1963       | 1 (1wk)         | 24           |             |
| Tombe la neige                                       | 1963                  | 1 december 1963       | 2               | 16           |             |
| Vous permettez, monsieur?                            | 1964                  | 1 januari 1964        | 1 (1wk)         | 24           |             |
| Quand les roses                                      | 1964                  | 1 april 1964          | 1 (1wk)         | 20           |             |
| Si jamais                                            | 1964                  | 1 juni 1964           | 2               | 20           |             |
| Dolce Paola                                          | 1964                  | 1 oktober 1964        | 1 (1wk)         | 20           |             |
| Les filles du bord de mer                            | 1964                  | 1 december 1964       | 7               | 16           |             |
| La nuit                                              | 1965                  | 1 februari 1965       | 3               | 20           |             |
| Elle...                                              | 1965                  | 1 april 1965          | 5               | 16           |             |
| Mes mains sur tes hanches                            | 1965                  | 1 juli 1965           | 2               | 20           |             |
| Viens ma brune                                       | 1965                  | 1 oktober 1965        | 11              | 4            |             |
| J'aime                                               | 1965                  | 1 december 1965       | 4               | 14           |             |
| Comme toujours                                       | 1965                  | 1 december 1965       | 15              | 7            |             |
| Une mèche de cheveux                                 | 1966                  | 26 maart 1966         | 4               | 14           |             |
| Ton nom                                              | 1966                  | 02 juli 1966          | 7               | 10           |             |
| Inch'Allah                                           | 1967                  | 28 januari 1967       | 4               | 15           |             |
| Notre roman                                          | 1967                  | 15 juli 1967          | 14              | 4            |             |
| Une larme aux nuages                                 | 1967                  | 14 oktober 1967       | 4               | 14           |             |
| J'ai tant de rêves dans mes bagages                  | 1968                  | 20 januari 1968       | 19              | 2            |             |
| Des belles personnes                                 | 2013                  | 07 september 2013     | tip: 90         | -            |             |

### Albums
| Album met hitnotering(en) in de Vlaamse Ultratop 200 albums | Datum van verschijnen | Datum van binnenkomst | Hoogste positie | Aantal weken | Opmerkingen |
| ----------------------------------------------------------- | --------------------- | --------------------- | --------------- | ------------ | ----------- |
| d'Amour - ses plus grands succès                            | 1997                  | 11 oktober 1997       | 15              | 15           |             |
| Regards                                                     | 1998                  | 18 april 1998         | 40              | 4            |             |
| C'est ma vie - les plus grands succès                       | 2003                  | 11 oktober 2003       | 15              | 18           |             |
| La part de l'ange                                           | 2007                  | 20 januari 2007       | 70              | 5            | Goud        |
| Le bal des gens bien                                        | 2008                  | 22 november 2008      | 60              | 5            | Platina     |
| Best of - 3cd                                               | 2012                  | 19 mei 2012           | 190             | 1            |             |
| La grande roue                                              | 2012                  | 1 december 2012       | 47              | 14           |             |
| Adamo chante Bécaud                                         | 2014                  | 22 november 2014      | 81              | 10           |             |
| L'Amour n'a jamais tort                                     | 5 februari 2016       | 13 februari 2016      | 23              | 12           |             |
| Si vous saviez...                                           | 10 februari 2018      | 24 februari 2018      | 16              | 8*           |             |

### NPO Radio 2 Top 2000
| Nummers met noteringen in de NPO Radio 2 Top 2000 | '99 | '00 | '01  | '02  | '03  | '04 | '05 | '06  | '07  | '08  | '09  | '10  | '11  | '12  | '13  | '14  | '15  |
| ------------------------------------------------- | --- | --- | ---- | ---- | ---- | --- | --- | ---- | ---- | ---- | ---- | ---- | ---- | ---- | ---- | ---- | ---- |
| C'est ma vie                                      | -   | -   | -    | -    | -    | -   | -   | 1633 | 1088 | 1898 | -    | -    | -    | -    | -    | -    | -    |
| Dolce Paola / A Vot'Bon Coeur                     | -   | -   | 1038 | 1079 | 1069 | 931 | 732 | 923  | 610  | 788  | 1458 | 1343 | 1845 | -    | -    | -    | -    |
| Inch'Allah                                        | -   | -   | -    | -    | -    | -   | 984 | 686  | 501  | 957  | 1123 | 983  | 1171 | 1634 | 1960 | 1973 | -    |
| Tombe la neige                                    | 464 | 531 | 347  | 506  | 496  | 493 | 387 | 427  | 226  | 355  | 795  | 635  | 895  | 1475 | 1743 | 1839 | -    |
| Vous permettez, Monsieur?                         | 358 | 337 | 318  | 277  | 333  | 243 | 232 | 272  | 146  | 209  | 664  | 492  | 635  | 1243 | 1484 | 1646 | 1862 |

1. ↑  Een '-' betekent dat het nummer niet was genoteerd en een vetgedrukt getal geeft de hoogste notering van een nummer aan.
2. ↑  Deze tabel is bijgewerkt tot en met de laatste editie (2024).

## Boeken
- Salvatore Adamo, Chansons racontées aux enfants (1969, Uitgeverij Hachette).
- Le souvenir du bonheur est encore du bonheur (2001, ISBN 2226116575).

### Biografieën
- Salvatore par Adamo/Salvatore door Adamo (Autobiografie, uitgegeven vóór 1969, verantwoordelijke uitgever: J. Verbeeck, Brussel).
- Adamo, C'est ma vie, door Thierry Coljon (2003) / Salvatore Adamo, de tedere tuinman van de liefde, vertaald door Jan Heyvaert (2003, ISBN 9056175289).

### Boeken met songteksten
- Salvatore Adamo, poésie et chansons, door Yves Salgues (1975, Uitgeverij Seghers (Parijs)).
- Le charmeur d'océans (1980, verantwoordelijke uitgever Claude de la Lande, Saint-Maur-Des-Posses).
- Les mots de l'âme (1994, ISBN 2891292235).
- À ceux qui rêvent encore (2003, ISBN 9782226134769).

## Films
- Les Arnauds met onder anderen Bourvil (1968), als André Arnaud.
- L'Ardoise met onder anderen Michel Constantin en Jess Hahn (1969), als Philippe.
- L'île au coquelicot met onder anderen Annette Dahl (1970), door hemzelf geschreven en gerealiseerd.